# 엘큐
엘큐(Elcue, 본명: 이재희)는 대한민국의 힙합 음악가이다. INCZ라는 크루에 속해있기도 하다. 2007년까지는 킹더형 레코드 소속이었으나 현재 킹더형 레코드의 해체로 인해 무소속으로 남아있으며, 2013년 3월부터는 활동을 공식적으로 중단한 상태이다.

## 바이오그래피
Elcue는 고1 때부터 힙합에 빠지기 시작하여 2001년, NMNP라는 크루의 결성 멤버로 들어가 활동하게 된다. 당시는 눈에 띄는 활동은 많이 없었으나, 2003년 경 Mojohouse라는 홈페이지를 마련하고 그곳에서 모조라디오라는 인터넷 방송을 진행하였다. 그러면서 2003년 People & Places vol.1 앨범에 짧게 참여하게 되고, 이것이 계기가 되어 신의의지 레이블과 계약을 맺고 첫 앨범 Unofficial Experiment를 냈다. 당시 이 앨범은 신의의지 소속 아티스트의 첫 솔로 앨범으로 많은 관심을 모았으나 믹싱 등의 후작업에서 조금 아쉽다는 평을 받았다.
이후 이곳 저곳에 피쳐링으로 참여했으며 2004년 E-Sens와 Planet Black가 함께 낸 앨범 Uncut, Pure의 프로듀싱을 맡기도 했다. 그리고 2005년 두 번째 앨범 The Experiment 2를 발표했으며, 이 앨범에서 NMNP의 부활을 알리기도 했다. 이후 2006년에 나온 NMNP Loyal Quality vol.1이라는 믹스테입의 프로듀싱을 맡기도 했다. 또, Funky D-El이라는 힙합플레이야 인터넷 라디오 방송을 대팔과 진행한 경력도 있다. 다작을 하기로 소문이 나있는 프로듀서이기도 한 그는 2007년, 첫 정규 앨범 초대를 발표하고 활동했다.
2007년 말에는, R-est와 INC라는 그룹을 결성하여, 데모테입을 발표하였고, 그 다음해부터 본격적인 활동을 시작하였다. 신생 레이블 킹더형 레코드가 이들의 활동 기반이 돼주었다. 2010년 킹더형 레코드가 사라진 이후 INC는 특별한 활동을 보이지 않았고, 그에 따라 Elcue의 현황도 팬들에게는 궁금증으로 남아있는 상태였다. 그나마 2010년 12월 발매된 Mazorkey의 앨범에 참여한 것이 있었으나, 이는 9월 발매된 Mazorkey의 싱글 곡이 그대로 실린 것이었다.
2011년 5월 Elcue는 4년만에 다시 컴백을 준비 중이며, 그에 앞서 Andup과 함께한 것으로 알려진 곡 W.I.N.을 프리뷰 공개하였다. 그러나 그의 실질적 컴백은 다시 훨씬 미루어져, 1년이 지난 2012년 5월에야 다시 새 앨범 EL BOMB 시리즈를 발표할 것임을 밝혔다. 이 앨범의 두 번째 시리즈인 EL BOMB vol.2는 2013년 봄 개인적인 사정으로 작업이 전면 중단되었음이 밝혀졌으며, 수록 예정이었던 두 곡만이 공개되었다. 이와 함께 Elcue는 당분간 활동이 없을 것임을 공식화하였다.
대표곡: Lyrical Slave, 〈관계〉, Serious EL, The Look of Love, W.I.N.

## 디스코그래피
- 2003년 Unofficial Experiment EP
- 2005년 Experiment 2 EP
- 2006년 《관계》 디지털 싱글
- 2007년 《초대》 LP
- 2011년 W.I.N. 디지털 싱글
- 2011년 《엘자객》 디지털 싱글
- 2012년 El Bomb Vol. 1 디지털 앨범
- 2014년 4월《집에만 있어》 솔로싱글앨범
- 2014년 4월《또지친다》
- 2014년 5월《Twenty》

## 와니를 향한 디스
Elcue는 NMNP 믹스테입에 수록된 곡 Serious EL의 가사 일부분을 통해 와니를 향한 디스를 한 적이 있다. 해당 가사에는 와니의 1집 수록곡인 사랑에는 돈이 든다를 언급하고, 플래시 뮤직비디오를 선보인 것을 가지고 "거짓 면상을 내보이면서 활동한다"라고 말을 하고 있다. 와니의 반응은 공식적으로는 없었다.

## BBENN
BBENN은 Elcue가 약간 다른 스타일의 음악을 할 때 쓰는 또다른 이름으로 Rama의 곡을 리믹스하는 등의 활동을 했다. 이름은 Big Boy El NiNo의 약자이며, Elcue 목소리의 피치를 내리는 기술을 이용해 Monophonics란 노래에서 랩으로 참여하기도 했다. Elcue는 힙합플레이야이하 힙플 인터뷰에서 "자신이 할 수 없는 음악을 하는 존재"라고 밝혔다.

## 이름
- Elcue는 LQ를 풀어쓴 것으로, 본래는 Low Quality를 뜻하나 현재는 Loyal Quality의 약자로 쓰고 있다.
- Jarah는 Elcue가 초기에 쓰던 이름이다. 자라와 비슷하게 생겼다고 해서 지은 이름이며, 현재는 쓰고 있지 않으나 그의 싸인에 흔적이 남아있다.